# San José nemzetközi repülőtér
A San José nemzetközi repülőtér (IATA: SJC, ICAO: KSJC) az Amerikai Egyesült Államokban, Kalifornia államban, San Josében található nemzetközi repülőtér. Éves utasforgalma 11 333 723 fő (2022).

## Légitársaságok és úticélok
2024-ben a San José nemzetközi repülőtérről az alábbi járatok indulnak:
| Légitársaság       | Célállomások | Források |
| ------------------ | --- | -------- |
| Alaska Airlines    | Boise, Guadalajara, Honolulu, Kahului, Kailua-Kona, Lihue, Los Angeles, Portland (OR), Puerto Vallarta, San Diego, San José del Cabo, Seattle/Tacoma | [ 2 ]    |
| American Airlines  | Dallas/Fort Worth, Phoenix–Sky Harbor | [ 3 ]    |
| American Eagle     | Szezonális: Phoenix–Sky Harbor | [ 3 ]    |
| Delta Air Lines    | Atlanta, Minneapolis/St. Paul, Salt Lake City, Seattle/Tacoma | [ 4 ]    |
| Delta Connection   | Los Angeles, Salt Lake City, Seattle/Tacoma | [ 4 ]    |
| Frontier Airlines  | Denver, Las Vegas, Los Angeles, Phoenix–Sky Harbor (kezdődik 2024. augusztus 13-tól), San Diego | [ 5 ]    |
| Hawaiian Airlines  | Honolulu, Kahului | [ 6 ]    |
| JetBlue            | Szezonális: Boston | [ 7 ]    |
| Southwest Airlines | Austin, Boise, Burbank, Chicago–Midway, Dallas–Love, Denver, Eugene, Honolulu, Houston–Hobby, Kahului, Las Vegas, Long Beach, Los Angeles, Nashville, Ontario, Orange County, Palm Springs, Phoenix–Sky Harbor, Portland (OR), Reno/Tahoe, Salt Lake City, San Diego, Seattle/Tacoma, Spokane, St. Louis | [ 9 ]    |
| Spirit Airlines    | Baltimore, Burbank (kezdődik 2024. szeptember 4-től), Dallas/Fort Worth, Las Vegas, Los Angeles, Portland (OR), San Diego | [ 12 ]   |
| United Airlines    | Chicago–O'Hare, Denver, Houston–Intercontinental | [ 13 ]   |
| United Express     | Szezonális: Denver, Houston–Intercontinental | [ 13 ]   |
| Volaris            | Guadalajara, León/Del Bajío, Morelia, Zacatecas | [ 14 ]   |
| Zipair Tokyo       | Tokyo–Narita | [ 15 ]   |

## Futópályák
A repülőtér futópályái:
- 12L/30R (11 000 ft, 150 ft, beton)
- 12R/30L (11 000 ft, 150 ft, beton)

## Forgalom
Az utasforgalom az elmúlt években az alábbi módon változott:
| Utasok száma | 10 507 347 | 13 088 997 | 11 046 509 | 10 708 065 | 8 321 750 | 8 296 174 | 9 799 427 | 12 480 232 | 4 711 577 | 12 097 160 |
|              | 1998       | 2001       | 2004       | 2006       | 2009      | 2012      | 2015      | 2017       | 2020      | 2023       |